# Кладенец (област Хасково)
 За другото българско село вижте Кладенец (Област Шумен).  
Кладенец е село в Южна България. То се намира в община Стамболово, област Хасково.